# 巴基斯坦的土庫曼人
土庫曼人，根據聯合國和全國的估計，巴基斯坦境内有60000多人。他们主要是在1917年俄國布爾什维克革命之后從土庫曼斯坦逃到阿富汗，然后在蘇聯入侵阿富汗之後從阿富汗逃到巴基斯坦。 因此，他們住在巴基斯坦已組有數十年了，許多人是二，三代人的一部分。

## 地氈工業
巴基斯坦的土庫曼人一個成功和信誉良好的地毯製造商。為了谋生許多土庫曼人選擇以編織在土库曼文化中，地毯编织是追溯到游牧根源的传统; 今天，地毯贸易是土庫曼人社会维持生计和经济机会的主要来源，由巴基斯坦批發商提供設計和樣式，每平方米2,000至3,000巴基斯坦盧比。通過由每天早上工作直到深夜，一个人通常可以在一个月内生產一平方米。該企業将土庫曼人村莊轉變為巨型血汗工廠。但是許多土庫曼人聲稱他們在經濟上比其他阿富汗難民好一些。

## 社會
大多數土庫曼人居住在該國北部地区，白沙瓦附近的巴布镇是最大的定居點。他們生活的土地是由巴基斯坦政府提供的，幾年前他們得到國際援助来建屋;然而，生活條件有时被描述為不充分，電力和水供應不足。許多難民也没有资源在周邊租用田地耕作。
在巴基斯坦的相當一部分土庫曼人移民是二十幾年前迁入该國的阿富汗國民，2005年的人口普查表明，有6000多名土庫曼阿富汗人居住在俾路支斯坦，佔當地整體阿富汗人口的0.8％。